# Moonbeam Magic
Moonbeam Magic er en britisk stumfilm fra 1924 instrueret af Felix Orman.

## Medvirkende
- Arthur Pusey
- Margot Greville
- Arthur Heslewood
- Roy Travers
- Mabel Poulton
- Kitty Foster
- Joan Carr